# Wollert Konow (1779–1839)
Wollert Konow, född den  8 november 1779 i Bergen, död den 3 oktober 1839 i Venedig, var en norsk köpman och politiker, bror till August och Thomas Konow, far till Carl och Wollert Konow.
Konow var son till skepparen Friedrich Ludwig Konow, som i senare hälften av 1700-talet invandrade från Schwerin till Bergen, där handelshuset Konow & Co. 1800-40 spelade en mycket betydande roll under ledning av bröderna Wollert och August Konow. Konow satt i Stortinget 1815-17 och 1827-29. Han var även riddare av Nordstjärneorden.